# Joodse begraafplaats (Hellendoorn)
De Joodse begraafplaats in de Nederlandse gemeente Hellendoorn, provincie Overijssel, is gelegen op de 'Nieuwstad' aan de Ommerweg. Het is niet bekend hoeveel mensen er begraven liggen, er zijn nog een tiental grafstenen aanwezig. 

## Geschiedenis
De begraafplaats werd aangelegd in 1852. Hellendoorn kende voor de Tweede Wereldoorlog een kleine joodse gemeenschap. Er werden synagogediensten gehouden in een huis aan de Schapenmarkt. In dit huis was ook een ritueel bad. 
Sinds 1995 staat op de dodenakker een Holocaust-monument in de vorm en ter grootte van een grafsteen. Hierop staan elf namen vermeld van joodse Hellendoorners die in 1942 en 1943 door de Duitse bezetter zijn vermoord, en de tekst: 
1942-1943
Mogen hun zielen gebundeld worden 
in de bundel van het eeuwige leven.
Het geheel laat een gave davidster zien op een afgebroken steen. Sinds 2024 wordt bij het monument de jaarlijkse Holocaust-herdenking gehouden. 
De begraafplaats wordt in stand gehouden door de gemeente. De zorg voor het monument is toevertrouwd aan de Prot. Chr. Basisscholen 'De Es' en 'Jan Barbier'.

## Afbeeldingen

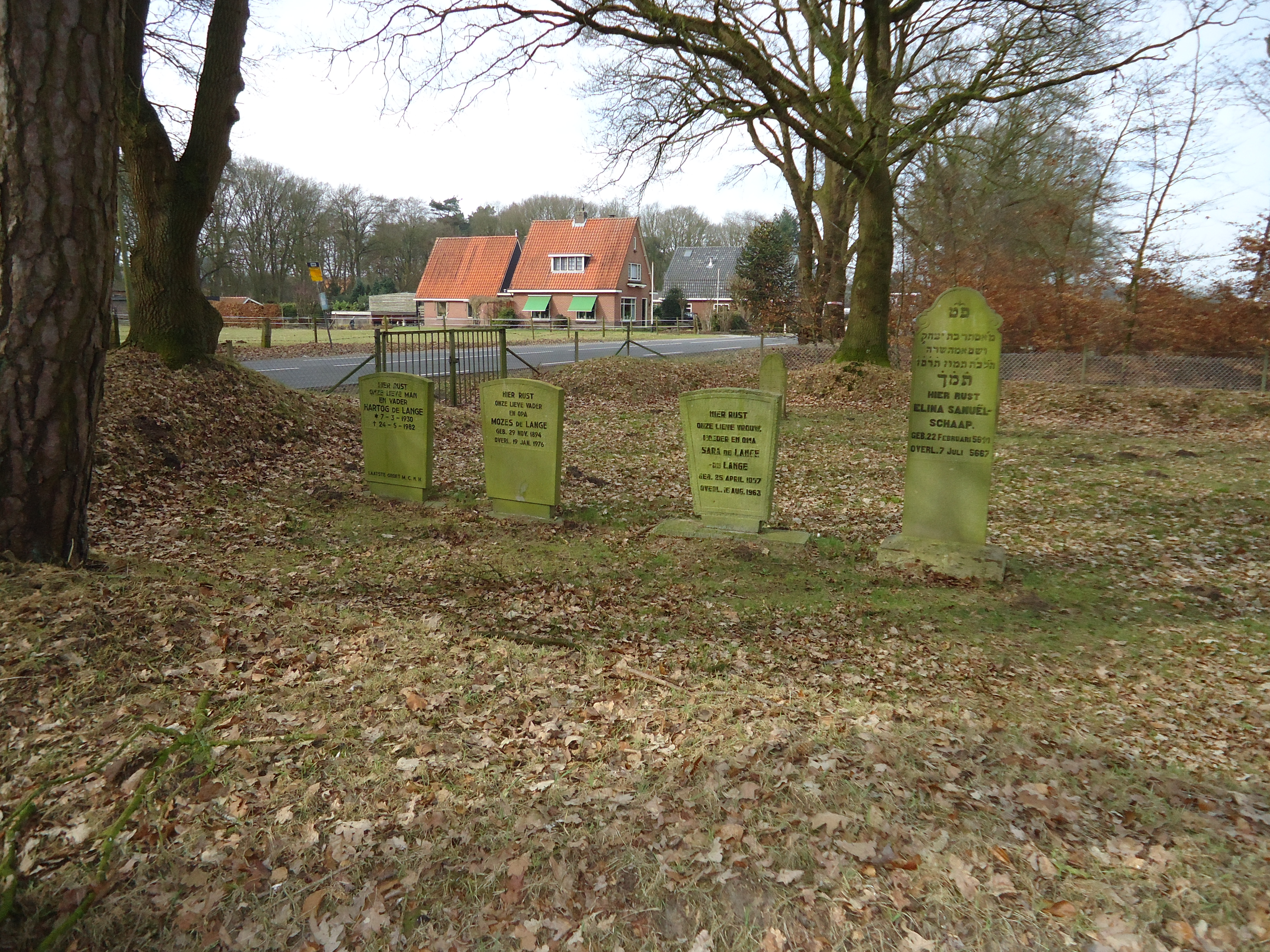
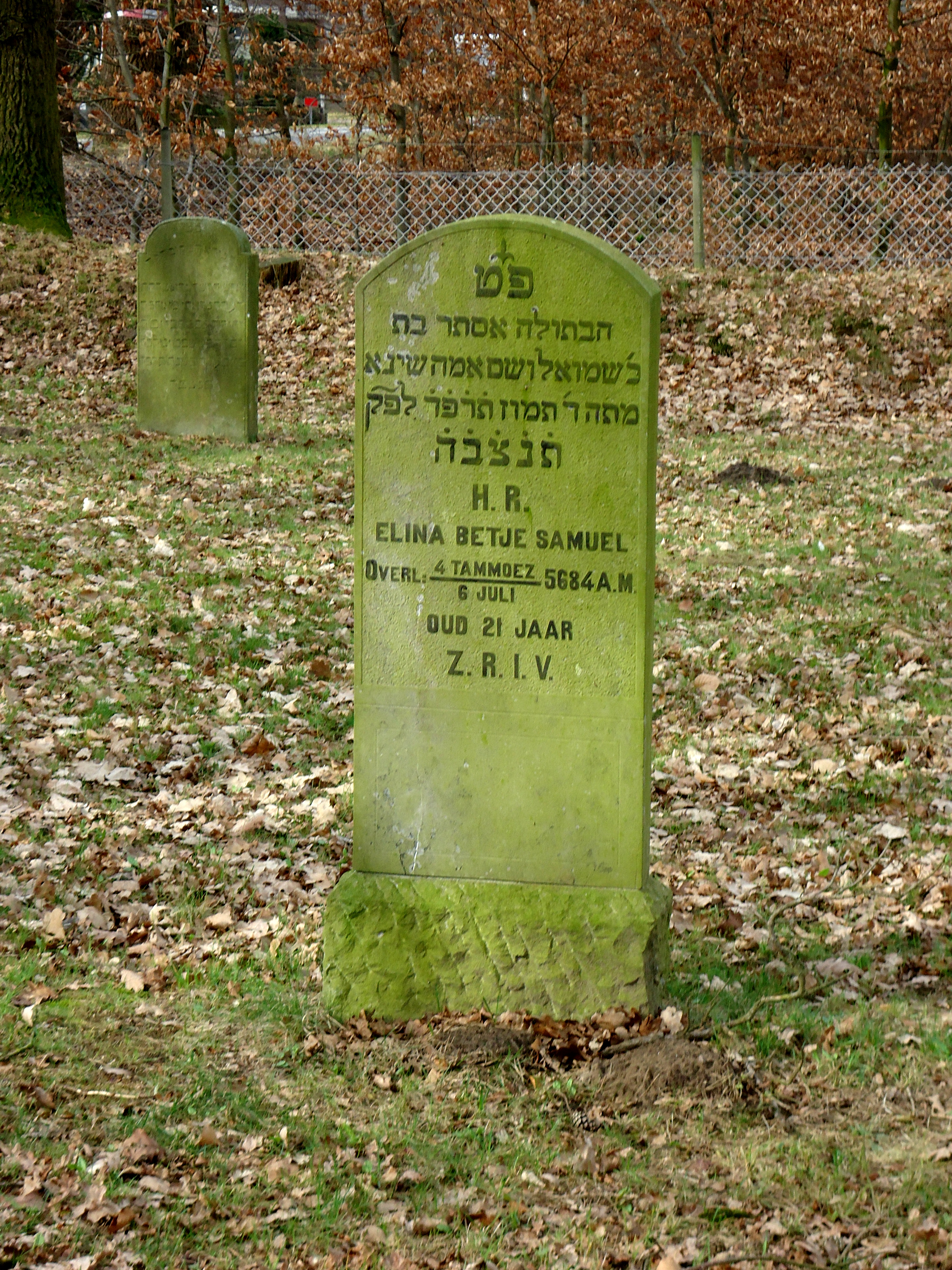
Grafsteen van Elina Betje Samuel
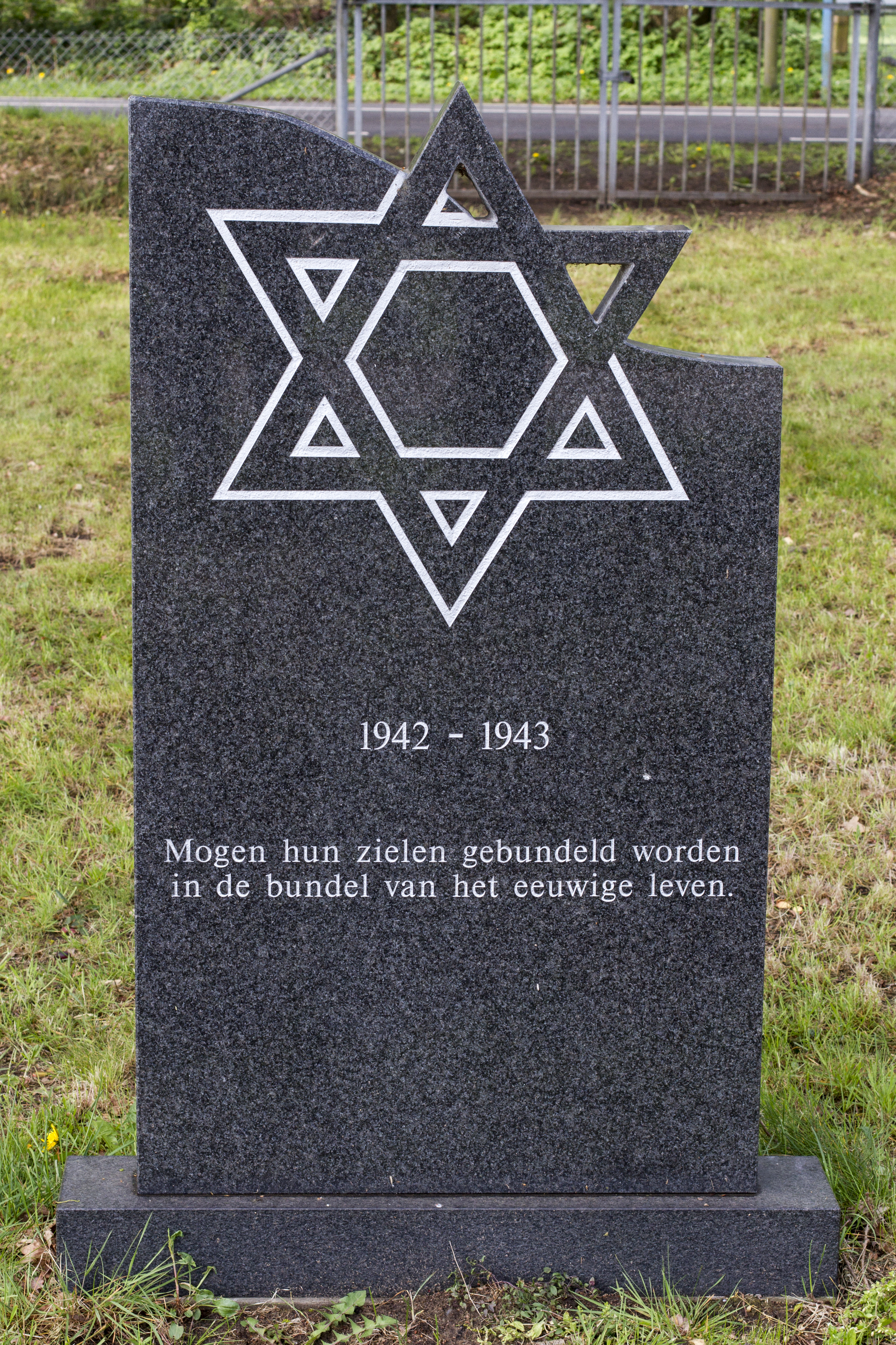
Holocaust-monument op de begraafplaats